# ارزش های غربی (غرب)
ارزش‌های باختری یا ارزش‌های غربی مجموعه‌ای از ارزش‌ها هستند که به شدت با غرب مرتبط هستند که عموماً اهمیت فرهنگ فردگرایانه را مطرح می‌کنند. در اصل، آنها اغلب به عنوان مرتبط با ارزش‌های یهودی-مسیحی تلقی می‌شوند، اگرچه از قرن بیستم به‌طور کلی با سایر جنبه‌های سیاسی-اجتماعی غرب، مانند سرمایه‌داری بازار آزاد، فمینیسم، لیبرال دمکراسی و انقلاب جنسی مرتبط هستند.

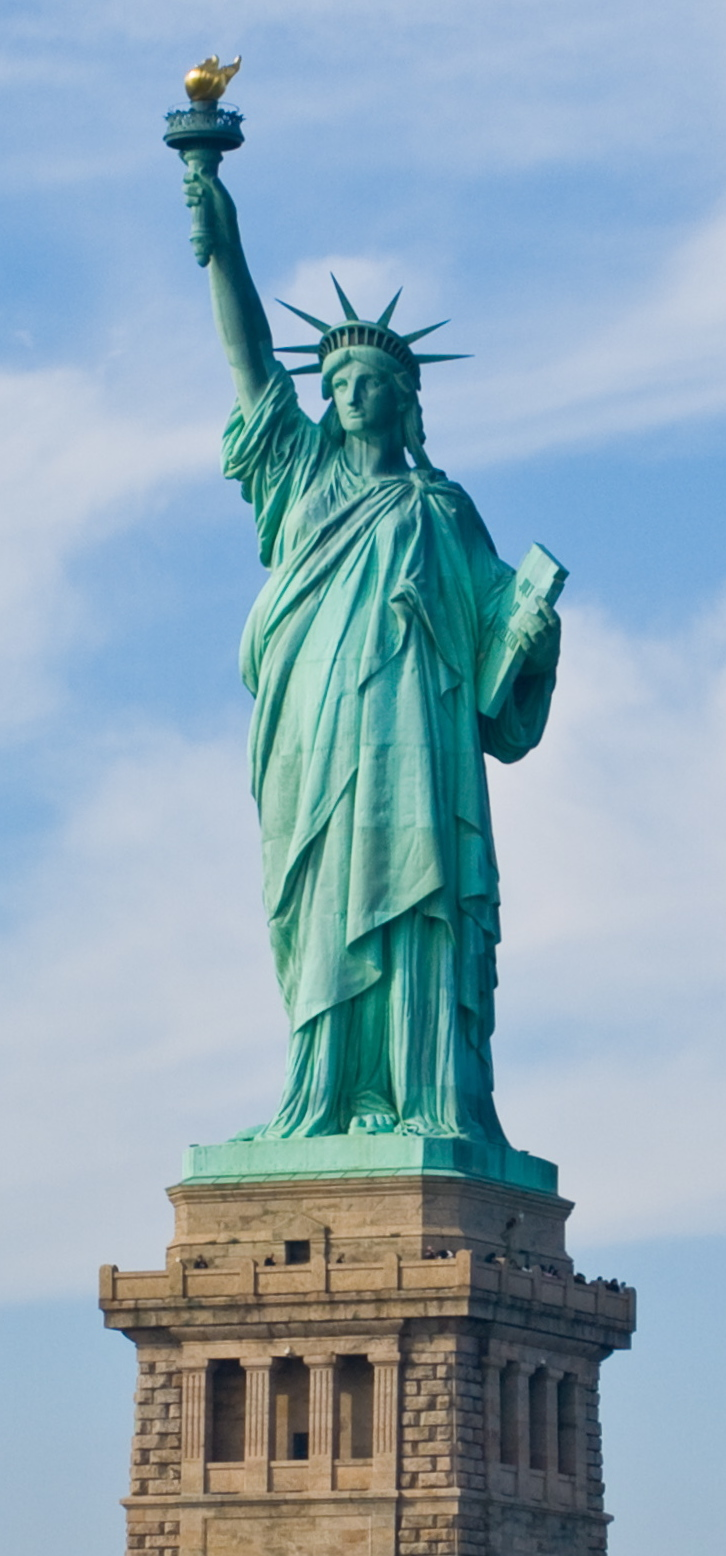
مجسمه آزادی، نماد معروف فردگرایی آمریکایی و به عنوان ستون فقرات ارزش‌های غربی دیده می‌شود.

## زمینه
ارزش‌های غربی از لحاظ تاریخی در سراسر جهان عمدتاً به دلیل استعمار و سلطه غرب پس از استعمار پذیرفته شده و در گفتمان پیرامون و توجیه این پدیده‌ها تأثیرگذار است. این امر برخی از مخالفت‌ها را با ارزش‌های غربی برانگیخته و به جستجوی ارزش‌های جایگزین در برخی کشورها دامن زده‌است، اگرچه برخی معتقدند ارزش‌های غربی پشتوانه تلاش مردم غیرغربی برای حقوق بشر و دارای شخصیت جهانی تر از آنچه اغلب تصور می‌شود است. جنگ‌های جهانی غرب را وادار کرد تا در کاربرد ارزش‌های خود برای خود درون‌نگری کند، زیرا جنگ داخلی و ظهور نازی‌ها در اروپا، که آشکارا با ارزش‌های غربی مخالفت می‌کردند، آن را به شدت تضعیف کرده بود. پس از جنگ جهانی دوم و آغاز دوران پس از استعمار، نهادهای جهانی مانند سازمان ملل متحد با مبنایی بر ارزش‌های غربی تأسیس شدند.
ارزش‌های غربی برای تبیین انواع پدیده‌های مرتبط با تسلط و موفقیت جهانی غرب، مانند ظهور علم و فناوری مدرن مورد استفاده قرار گرفته‌اند. آنها از طریق رسانه‌های متعددی مانند گسترش ورزش‌های غربی در سراسر جهان منتشر شده‌اند. احترام جهانی که ارزش‌های غربی برای آن قائل هستند، توسط برخی به زوال مضر فرهنگ‌ها و ارزش‌های غیرغربی منجر می‌شود.

## پذیرش
موضوع دائمی بحث پیرامون ارزش‌های غربی پیرامون کاربرد جهانی یا عدم آن بوده‌است. در دوران مدرن، با ظهور کشورهای مختلف غیرغربی، آنها به دنبال مخالفت با برخی ارزش‌های غربی بوده‌اند و حتی کشورهای غربی نیز تا حدی از حمایت از ارزش‌های خود عقب‌نشینی کرده‌اند. ارزش‌های غربی نیز اغلب در تضاد با ارزش‌های آسیایی و شرق قرار می‌گیرند، که، به شدت جامعه‌گرایی و احترام به اقتدار را نشان می‌دهد.
پذیرش ارزش‌های غربی در میان مهاجران به غرب نیز مورد بررسی قرار گرفته‌است و برخی از غربی‌ها به دلیل ناسازگاری ارزش‌ها با مهاجرت از جهان اسلام یا سایر بخش‌های غیرغربی مخالف هستند. دیگران از مهاجرت بر اساس چندفرهنگی حمایت می‌کنند.